# Барышев, Эдуард Викторович
Эдуард Викторович Барышев (род. 9 декабря 1968, Юрга, Кемеровская область) — советский и российский футболист, крайний защитник, тренер.

## Биография
Воспитанник футбольной школы г. Юрга. Во взрослом футболе дебютировал после прохождения военной службы, в 21-летнем возрасте в составе клуба «Шахтёр» (позднее — «Заря») из Ленинска-Кузнецкого. В составе клуба выступал во второй низшей лиге СССР и первой лиге России и за девять неполных сезонов сыграл более 200 матчей.
В 1998—1999 годах играл во втором дивизионе за «Кузбасс-Динамо» (Кемерово).
С 2000 года выступал в первом дивизионе за «Томь», за пять сезонов сыграл более 100 матчей. В 2002 и 2003 годах становился бронзовым призёром первого дивизиона. В 2004 году, когда «Томь» стала серебряным призёром и завоевала право на выход в премьер-лигу, сыграл только 8 матчей. По окончании сезона-2004 завершил игровую карьеру.
Всего на профессиональном уровне в первенствах СССР и России сыграл 367 матчей, в том числе в первом дивизионе — 266 матчей. В Кубках России сыграл 15 матчей, неоднократно участвовал на стадии 1/16 и 1/8 финала, в том числе в розыгрыше Кубка 1996/97 со своим клубом одержал выездную победу над ЦСКА.
С 2005 года несколько лет работал тренером, затем — главным тренером молодёжного состава «Томи». С 2008 года работает детским тренером в центре подготовки футболистов «Томи». Имеет тренерскую лицензию «В». Выступает в соревнованиях ветеранов.

## Достижения
- Серебряный призёр первого дивизиона России: 2004
- Бронзовый призёр первого дивизиона России: 2002, 2003

## Личная жизнь
Отец, Виктор Васильевич (1943—2007) тоже был футболистом, в середине 1960-х годов выступал за «Томь». Мать, Нина Григорьевна.
Женат на Ирине Барышевой (1969), две дочери — Дарья (1992) и Полина (2002).